# Anders Runesson
Anders Runesson, född  1968 i Åhus, är präst i Svenska Kyrkan och docent i Nya Testamentets exegetik vid Lunds universitet och är professor i Nya Testamentet vid Oslo universitet sedan 2015.. 
Runesson tog kandidatexamen vid Lunds universitet 1995 och licentiatexamen 1997 med avhandlingen The Judgement According to Matthew. Han disputerade 2001 med avhandlingen The origins of the synagogue : a socio-historical study. Han var professor i Nya Testamentet och tidig judendom vid McMaster University i Toronto, Canada 2003-2015, 
Han är gift med Anna Runesson. 2003-2015 bodde Runesson med sin familj i Toronto, där hustrun var kyrkoherde i den Svenskkyrkliga församlingen.